# Sainte-Gemme-Martaillac
Sainte-Gemme-Martaillac är en kommun i departementet Lot-et-Garonne i regionen Nouvelle-Aquitaine i sydvästra Frankrike. Kommunen ligger i kantonen Bouglon som tillhör arrondissementet Marmande. År 2022 hade Sainte-Gemme-Martaillac 383 invånare.

## Befolkningsutveckling
Antalet invånare i kommunen Sainte-Gemme-Martaillac
| Referens: INSEE |